# Гербы Чувашии
Список гербов муниципальных образований Чувашской Республики Российской Федерации.

## Гербы городских округов
| Герб | Наименование                                         | Дата утверждения | Номер в ГГР |
| ---- | ---------------------------------------------------- | ---------------- | ----------- |
|      | Герб муниципального образования город Чебоксары      | 4 августа 1998   | не внесён   |
|      | Герб муниципального образования город Новочебоксарск | 9 февраля 2005   | 1799        |

## Гербы муниципальных округов
| Герб | Наименование                                    | Дата утверждения              | Номер в ГГР |
| ---- | ----------------------------------------------- | ----------------------------- | ----------- |
|      | Герб Алатырского муниципального округа          | № 1/20 от 27 сентября 2024    | 5006        |
|      | Герб Аликовского муниципального округа          | № 62 от 29 марта 2016         | 10961       |
|      | Герб Батыревского муниципального округа         | № 40 от 25 октября 2007       | 3655        |
|      | Герб Вурнарского муниципального округа          | № 22/1 от 04 августа 2017     | 11680       |
|      | Герб Ибресинского муниципального округа         | № 52/2 от 23 июня 2020 года   | не внесён   |
|      | Герб Канашского муниципального округа           | № 44/13 от 18 сентября 2014   | 10118       |
|      | Герб Козловского муниципального округа          | № 2/323 от 27 марта 2020 года | 13216       |
|      | Герб Комсомольского муниципального округа       | № 1/19 от 07 февраля 2014     | 9440        |
|      | Герб Красноармейского муниципального округа     | 28 декабря 2004               | 1821        |
|      | Герб Красночетайского муниципального округа     | № 18 от 20 ноября 2008 года.  | 4621        |
|      | Герб Мариинско-Посадского муниципального округа | №С-20/10 от 27 июня 2003      | 1750        |

| Герб | Наименование                             | Дата утверждения                | Номер в ГГР |
| ---- | ---------------------------------------- | ------------------------------- | ----------- |
|      | Герб Моргаушского муниципального округа  | № С-4/9 от 10 декабря 2020 года | 13502       |
|      | Герб Порецкого муниципального округа     | № С-11/05 от 19 декабря 2016    | 11289       |
|      | Герб Урмарского муниципального округа    | № 330 от 11 июня 2009           | 5606        |
|      | Герб Цивильского муниципального округа   | № 06-051 от 03 июня 2021        | 13761       |
|      | Герб Чебоксарского муниципального округа | № 12-14 от 23 марта 2012        | 7772        |
|      | Герб Шемуршинского муниципального округа | № 12.1 от 24 апреля 2017        | 11513       |
|      | Герб Шумерлинского муниципального округа | № 95 от 26 декабря 2024         | 15170       |
|      | Герб Ядринского муниципального округа    | № 4 от 30 мая 2017              | 11515       |
|      | Герб Яльчикского муниципального округа   | № 4 от 31 мая 2007              | 3512        |
|      | Герб Янтиковского муниципального округа  | № 1/12 от 30 сентября 2022      | 13860       |

## Гербы бывших муниципальных образований городских поселений
| Герб | Наименование                                   | Дата утверждения | Номер в ГГР |
| ---- | ---------------------------------------------- | ---------------- | ----------- |
|      | Герб Вурнарского городского поселения          | 23 октября 2019  | 12936       |
|      | Герб Ибресинского городского поселения         | 12 апреля 2018   | 11848       |
|      | Герб Козловского городского поселения          | 9 апреля 2020    | 13218       |
|      | Герб Мариинско-Посадского городского поселения | 20 мая 1999      | 577         |

| Герб | Наименование                          | Дата утверждения | Номер в ГГР |
| ---- | ------------------------------------- | ---------------- | ----------- |
|      | Герб Урмарского городского поселения  |                  |             |
|      | Герб Цивильского городского поселения | 29 мая 2002      | 965         |
|      | Герб Ядринского городского поселения  | 28 июня 1989     |             |